# Un-American
Le terme Un-American (litt. « pas Américain » en français) est un adjectif péjoratif anglais pour décrire les personnes qui ne semblent pas suivre la culture des États-Unis. Cependant, la définition peut être différente d'une personne à une autre, elle n'est donc pas précise.
Dans la plupart des cas, le terme est utilisé pour évoquer l'illibéralisme d'une situation, d'un phénomène ou d'un personnage ; souvent, le terme est utilisé par des personnalités progressistes. Cela est lié au fait que la Constitution des États-Unis est fortement ancrée dans la tradition libérale. Ce n'est que chez une petite minorité de gens que le terme est réellement utilisé de façon xénophobe.

## Exemples
En juillet 2007, La chaîne de supermarchés américaine Safeway a affirmé que l'interdiction des sacs en plastique est « Un-American » parce qu'elle confisquerait la capacité de choisir des Américains.
En septembre 2015, le président des États-Unis Barack Obama a déclaré qu'une opinion anti-immigration est « Un-American ».
En février 2017, le président américain Donald Trump a qualifié d'« un-American » les sénateurs démocrates qui ne l'ont pas applaudi lors de son discours sur l’état de l’Union le 30 janvier, les accusant de « trahison ».